# Djoliba Athletic Club
Djoliba Athletic Club, Djoliba AC är en fotbollsklubb från Malis huvudstad Bamako. Det är en av de två största klubbarna i landet, tillsammans med Stade Malien. Klubben grundades 1960.

## Kända spelare
- Mamadou Diallo, förre IFK Göteborg-anfallaren
- Adama Tamboura, Helsingborgs IF

## Övrigt
Djoliba är namnet på floden Niger på bambara.